# Turner River (Panton River)
Der Upper Panton River ist ein Fluss in der Region Kimberley im Nordosten des australischen Bundesstaates Western Australia.

## Geographie
Der Fluss entspringt im Osten des Antrim Plateaus und fließt nach Norden durch die Siedlungen Kartung Rija und Turner. Westlich der Siedlung The Island an der Südspitze des Purnululu-Nationalparks mündet er in den Panton River.